# Gabrielle Suchon

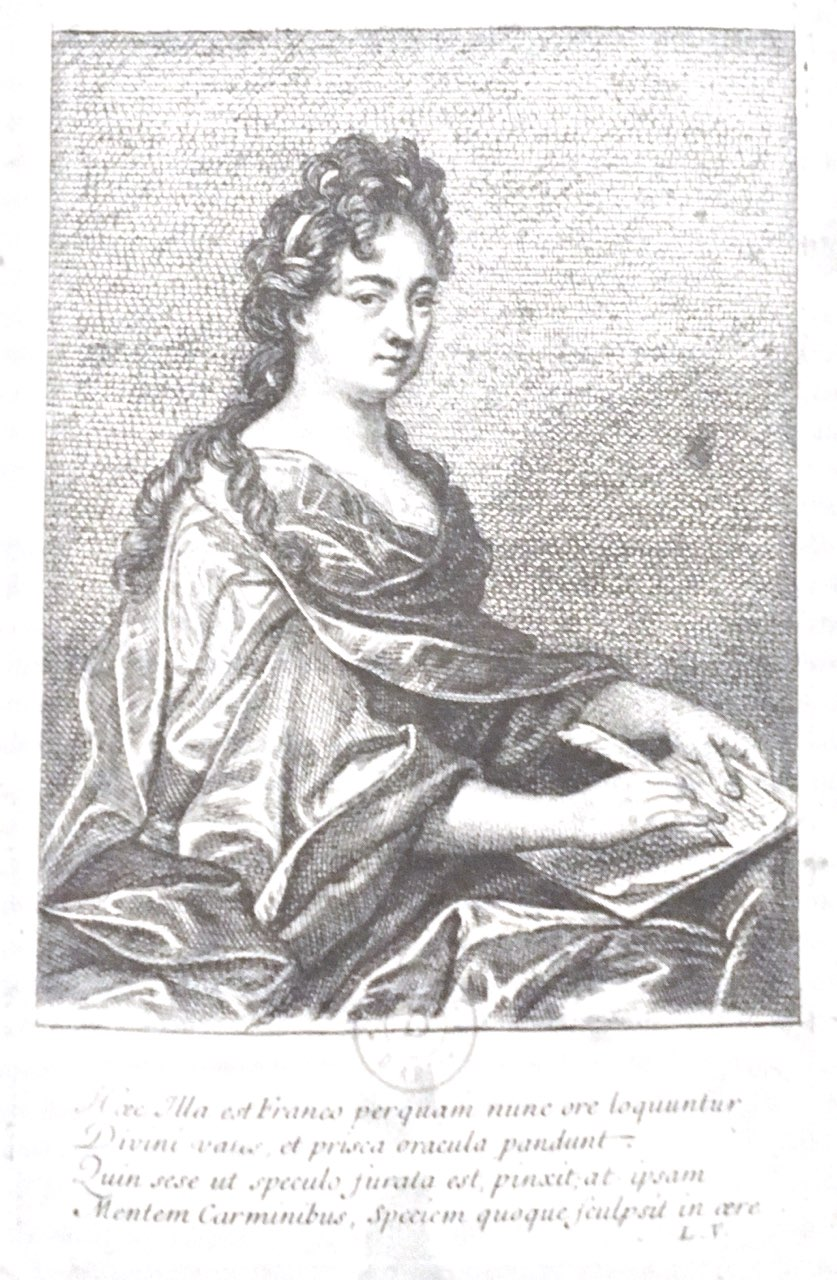
Gabrielle Suchon (1694)

Gabrielle Suchon (* 24. Dezember 1632 in Semur-en-Auxois; † 5. März 1703 in Dijon) war eine französische Philosophin des ausgehenden 17. Jahrhunderts. Ihre Schriften Traité de la morale et de la politique (Abhandlung über Moral und Politik) und Du célibat volontaire (Über die freiwillige Ehelosigkeit) stellten zur damaligen Zeit ein Novum dar, da ihre Argumentation einer metaphysischen Freiheit, die allen Menschen zukommt, einerseits primär darauf ausgelegt war, die Position von Frauen zu thematisieren, und sich Suchon andererseits direkt an eine weibliche Leserschaft wandte.
In Traité de la morale et de la politique argumentierte Suchon, dass der natürlichen Freiheit aller ein Recht auf Bildung, Herrschaftsfreiheit und Unabhängigkeit folgen müsse. Weiter kritisierte sie die damalige gesellschaftliche Ordnung, die Frauen dieser Rechte beraubte, und entwarf in Du célibat volontaire einen Lösungsansatz, den sie „Neutralismus“ nannte. Dieser fußte auf einem säkularen und zölibatären Lebensentwurf.

## Leben
Gabrielle Suchons Mutter war Claude Mongin, Kind einer relativ wohlhabenden Landbesitzerfamilie, und der Vater Claude Suchon, der dem niedrigen Adelsstand entsprang und der bis zu seinem Tod 1645 als Staatsanwalt fungierte.

### Kloster in Semur
Nach dem Tod des Vaters wurde Gabrielle Suchon in ein Dominikanerinnenkloster gegeben, wo sie etwa bis 1666 lebte.
Kirchlichen Dokumenten ist zu entnehmen, dass Suchon am 15. Oktober 1666 in ein Jakobinerinnenkloster in Langres überstellt werden sollte, wobei unklar ist, ob sie dort je ankam. Bekannt ist, dass Suchon eine Petition beim Papst einreichte, um ihr Nonnengelübde anzufechten, welches am 10. September 1672 von der Konzilkongregation in Rom verlesen wurde. 1673 war Suchon in Langres nicht mehr als Nonne gelistet.

### Leben als Laiin
Über Suchons Leben außerhalb des Klosters ist wenig bekannt. Es wird angenommen, dass sie zumindest die meiste Zeit ihres Lebens nach ihrem Klosteraustritt in Dijon verbrachte, wo sie Kinder unterrichtete und auch ihre Werke verfasste. Sie blieb bis zu ihrem Tod am 5. März 1703 unverheiratet, entsprechend ihrer Philosophie.

### Bildung
Da Mädchen und Frauen auch im 17. Jahrhundert keine formale Schulbildung erhielten, wurde auch Suchon eine institutionelle Ausbildung verwehrt. Dennoch verfügte sie über tiefgreifende Kenntnisse sowohl religiöser als auch philosophischer Schriften. In ihr eigenes Werk fließen Bezüge zu klassischen Werken und Philosophen, etwa Sokrates, Platon, Aristoteles, Cicero, Seneca, Plutarch gleichermaßen ein als auch Argumente zeitgenössischer Philosophinnen.
Unter anderem baute sie auf die Anerkennung antiker Philosophen für Denkerinnen, um ihre eigenen Theorien zu untermauern; aber auch religiöse Philosophen wie Thomas von Aquin und dem hl. Johannes vom Kreuz werden diskutiert. In Traité de la morale et de la politique verweist Suchon mehrfach auf die Bibel.
Erwähnenswert ist auch der Bezug zu der Abhandlung François Poullain de La Barre „De l ́Égalité des deux sexes“ (Die Gleichheit der Geschlechter, 1673), die selbst auch als bemerkenswert egalitär gilt.

## Werk

### Hintergrund – Querelle des femmes
Seit dem 14. Jahrhundert fand unter Intellektuellen eine Debatte, die Querelle des Femmes („Streit um die Frauen“), statt, in der die moralische und soziale Natur von Weiblichkeit diskutiert wurde. Zwar nahmen auch Frauen an der Debatte teil, etwa Christine de Pizan, doch wurde sie weitestgehend von Männern dominiert.
Suchons Werke wird als Beitrag zu dieser Debatte verstanden, es muss aber erwähnt werden, dass Suchon sich in ihren Schriften an ein dezidiert weibliches Publikum richtete. Das heißt, genau genommen ist ihr Werk kein Beitrag zu dieser Debatte, sondern die Eröffnung einer neuen Debatte, in der Frauen selbst und selbstbestimmt die sogenannte Frauenfrage erörtern und ein männliches Publikum zumindest auf die hinteren Plätze, wenn nicht sogar des Raums verwiesen wurden.

### Traité de la morale et de la politique
Suchon veröffentlichte Traité de la morale et de la politique (Abhandlung über Moral und Politik) ursprünglich unter dem Pseudonym „G. S. Aristophile“ im Jahr 1693. Trotz ihres Pseudonyms legt Suchon in ihrem Werk offen, dass sie eine Frau ist. Die Abhandlung baut zugleich auf der Tradition der „Querelle des femmes“ auf und ist stilistisch eine systematische und wissenschaftliche Arbeit in einer Ära, in der die intellektuellen Beiträge von Frauen weitgehend abgetan wurden. Die Schrift ist in drei Abschnitte unterteilt: Freiheit, Lernen und Autorität, in welchen Suchon argumentiert, dass Frauen ebenso mit Vernunft und moralischen Fähigkeiten ausgestattet sind wie Männer. Sie führt die Deprivation der Frauen von Freiheit, Wissen und Autorität auf gesellschaftliche Bräuche und Normen zurück, die das gottgegebene Gesetz und das natürliche menschliche Potenzial leugnen. Indem sie im Laufe ihres Werkes zahlreiche Beispiele von Frauen beschreibt, wird bekräftigt, dass Frauen trotz gesellschaftlichen Beschränkungen intellektuelle und moralische Größe erreichen konnten und so ihre angeborene Fähigkeit zur Freiheit unter Beweis gestellt haben.

#### Freiheit
Suchon definiert Freiheit zunächst als ein göttliches Geschenk, das für den Menschen von zentraler Bedeutung ist. Ihrer Ansicht nach ermöglicht Freiheit es Individuen, autonom zu handeln, ihr Potenzial auszuschöpfen und einen Beitrag zur Gesellschaft zu leisten. Ausgehend von der katholischen Theologie und Philosophen wie Aristoteles und Thomas von Aquin betont sie, dass Freiheit durch die Menschenwürde begründet ist, unabhängig vom Geschlecht. Suchon kategorisiert Freiheit in drei Hauptformen. Zum einen beschreibt sie die geistige Freiheit (liberté de disposition) als die intellektuelle Fähigkeit, nach der Wahrheit zu streben und Vernunft anzuwenden. An zweiter Stelle nennt sie die Handlungsfreiheit (liberté d´action). Damit meint sie die Fähigkeit, moralische Entscheidungen zu treffen, die von der Liebe zu Gott und der Tugend geleitet werden. Zuletzt differenziert Suchon die Gewissensfreiheit (liberté de pensée/d’opinion). Als eine Freiheit, die spirituelle Autonomie sicherstellt, selbst unter äußeren Zwängen. Innere Freiheit, so Suchon, ist unbezwingbar. Während äußere Zwänge die Handlungen von Frauen einschränken können, kann ihre spirituelle und intellektuelle Autonomie erhalten bleiben, wenn sie gefördert wird.

#### Wissen
Im zweiten Teil betont Suchon das Streben nach Wissen als grundlegendes Menschenrecht und Notwendigkeit. Aufbauend auf der aristotelischen Idee, dass der menschliche Zweck darin besteht, nach dem Guten und Wahrheit zu streben, vertritt sie die Ansicht, dass Frauen von Natur aus zu intellektuellen Leistungen fähig sind. Suchon schließt sich dem heiligen Augustinus als auch Poullain de la Barres Vorstellung an, dass der Geist kein Geschlecht hat und in dem Sinne neutral ist. Unwissenheit, so argumentiert sie, ist eine Form der Sklaverei, die darauf abzielt, die männliche Dominanz aufrechtzuerhalten, indem Frauen in Positionen der Abhängigkeit gehalten werden. Dieser Zustand wird durch menschengemachte Institutionen aufrechterhalten, nicht durch göttliche Gesetze.
Suchon plädiert für den Zugang von Frauen zu formaler Bildung und die Schaffung von von Frauen geleiteten Bildungseinrichtungen. Sie sieht Frauen als Gelehrte, Dichterinnen, Rhetorikerinnen und Philosophinnen und widerlegt Behauptungen, dass ihnen die intellektuellen Fähigkeiten für solche Rollen fehlen. Für sie ist Bildung nicht nur ein Luxus, sondern eine moralische Pflicht, die darüber hinaus Vorurteile, wie dass Frauen eitel seien, bekämpfen kann. Sie kritisiert populäre Literatur, die sich an Frauen richtet, wie z. B. Andachtsbücher, als oberflächlich und intellektuell nicht ansprechend und schlägt stattdessen rigorosere theologische und philosophische Studien vor. Suchons Bewunderung für gelehrte Frauen in der Geschichte betont ihren Glauben an das Potenzial von Frauen. Sie listet Beispiele weiblicher Exzellenz aus der Antike und der Neuzeit auf, wie unter anderen die Amazonen, Christina von Schweden, Caterina de’ Medici, Jeanne d’Arc, Kleopatra, Artemisia I. und Zenobia. Suchon stellt somit auch das Vorurteil in Frage, Frauen seien für wissenschaftliche Tätigkeiten unfähig oder ungeeignet. Bildung von Frauen, so unterstreicht sie, ist nicht nur individuell bereichernd, sondern auch gesellschaftlich wertvoll.

#### Autorität
Der dritte Teil von Suchons Abhandlung konzentriert sich auf Autorität und argumentiert, dass der Ausschluss von Frauen aus Machtpositionen eine unnatürliche und ungerechte Einschränkung ist. Sie definiert Autorität nicht als Herrschaft über andere, sondern als die Fähigkeit, Gutes zu tun und Gerechtigkeit zu üben. Suchon führt die männliche Dominanz über Frauen auf historische, willkürliche Bräuche zurück und nicht auf göttliche Absicht. Laut Suchon gab Gott sowohl Männern als auch Frauen die Herrschaft über die Natur. Männer und Frauen sind somit grundlegend ebenbürtig, was jedoch durch patriarchalische Systeme verzerrt wurde. Suchons Analyse der Autorität befasst sich mit der Spannung zwischen göttlichem und menschlichem Gesetz und betont, dass ein Großteil der Unterdrückung der Frauen auf von Menschen geschaffene Normen zurückzuführen ist. Sie kritisiert diese Normen als unvereinbar mit den biblischen und philosophischen Prinzipien, die die Fähigkeiten der Frauen anerkennen.
Suchons Argumente beruhen sowohl auf Logik als auch Theologie. Sie umgeht die möglichen Reaktionen religiöser Autoritäten vorsichtig, indem sie ihren Respekt für Bräuche betont und gleichzeitig deren Missbrauch zur Unterdrückung von Frauen kritisiert. Sie spricht auch die Einschränkungen an, denen Frauen in ihrer Entscheidungsfreiheit unterliegen, insbesondere in Bezug auf Ehe und religiöses Leben. Suchon kritisiert, dass Frauen oft gezwungen oder uninformiert zu ihren Entscheidungen gezwungen werden. Sie unterstützt Reformen wie die Erhöhung des Alters für die Ablegung religiöser Gelübde, das Recht, Gelübde zurückzunehmen, und die Möglichkeit der Scheidung, da sie diese als notwendig betrachtet, um Frauen mehr Autonomie zu gewähren.

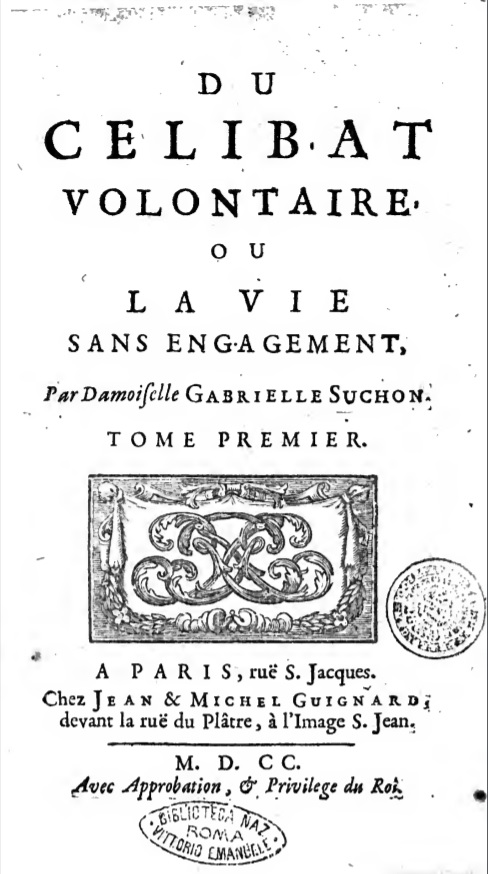
Titelblatt von Suchons Du célibat volontaire ou la vie sans engagement (1700) Erstdruck Paris

### Du célibat volontaire ou la vie sans engagement
In Traité de la morale et de la politique argumentiert Suchon, die metaphysische Freiheit aller Menschen, um darauf aufbauend die Situation der Frauen zu prüfen. Sie zeigt auf, dass diesen die damit einhergehenden Rechte verwehrt bleiben, wenn ihnen keine alternativen Optionen zu Ehe und Klosterleben zur Verfügung stehen, denn beides sind Institutionen, in denen die Frauen einer männlichen Autorität unterstellt werden.
Du célibat volontaire ou la vie sans engagement greift dieses Dilemma auf und zeichnet eine dritte Option, die die Situation von Frauen, die bereits im toten Winkel der Gesellschaft existieren, aufgreift und diese in einen akzeptablen und erstrebenswerten Lebensweg umzudeuten versucht. Diese dritte Option nennt Suchon Neutralismus.
Suchon unterteilt Du célibat volontaire ou la vie sans engagement in drei Bücher. Das erste nutzt sie, um ihr Konzept von Célibat, Ehelosigkeit, herauszuarbeiten, im zweiten vergleicht sie dieses mit der Ehe und dem Leben im Kloster, um im dritten dann ihre Vision des Lebens einer Neutralistin zu beschreiben.

#### Buch 1Definition du Celibat, les Differences, les Proprietez & les Titres
Ausgehend von der Situation von Witwen und unverheirateter Töchter, die sich den Institutionen einer (weiteren) Ehe und des Klosters entziehen konnten, verdeutlicht Suchon, dass ein dritter Lebensweg existiert, der vielleicht nicht gesellschaftlich forciert, aber durchaus gebilligt wird. Aus dieser Lücke konstruiert Suchon die Philosophie der Neutralistinnen, Frauen, die sich bewusst für ein unverheiratetes, sekulares Leben entscheiden und dieses der Andacht, Wohltätigkeit und dem Lernen widmen.
Dabei greift sie Gedanken Nicolas Caussins auf, welcher ebenso ein säkulares Zölibat als sinnvolle Alternative erachtete.
Zwar richtet sich Suchon vornehmlich an eine weibliche Leserschaft, dennoch besteht ein bemerkenswerter Anteil des Buches darin, mögliche Kritikpunkte, wie die moralische Unterlegenheit von Frauen, zu parieren und zu unterstreichen, dass Neutralistinnen ein Gewinn für die Gesamtgesellschaft darstellen, vornehmlich durch Wohltätigkeit und günstiger Finanzierung, und keinen Umbruch oder Angriff auf die bestehenden Institutionen bedeuten.

#### Buch 2Excellence, Privileges due Celibat, son parallele avec les autres Conditiones
Im zweiten Teil arbeitet Suchon vergleichend die Möglichkeiten, die ein zölibatäres Leben bietet, heraus. Dabei betont sie, dass alle Lebensentwürfe berechtigt und entsprechend der jeweiligen Neigung geeignet sind.
Dabei betont Suchon, dass die Selbstverpflichtung zum Neutralismus das Ausleben der natürlichen Freiheit ermöglicht, weil sie die Faktoren der Abhängigkeit und Fremdbestimmung ausschaltet. Insbesondere das Wegfallen von Tätigkeiten, die mit dem Ehe- und Klosterleben verbunden sind, schafft Zeiträume, die es ermöglichen, sich der persönlichen Entwicklung zu widmen, die notwendig ist, um diese Freiheit auszuschöpfen.
Denn in der Idee des Neutralismus beinhaltet nicht nur die Möglichkeit eines unabhängigen Lebens für Frauen zu erringen, sondern auch, dass diese Unabhängigkeit lediglich einen Rahmen dafür bietet, um die gottgegebene Freiheit auszuschöpfen.

### Buch 3L’emploi du tems, les exercices, les vertus les plus necessaire, auxPersonnes qui passent leur vie sons engagement
Zuletzt zeichnet Suchon eine Blaupause für das Leben von Neutralistinnen, deren Zweck für sie Andacht, Wohltätigkeit und Bildung ist.

## Philosophie
Gabrielle Suchons Schriften greifen die philosophische Diskussion zur Frage der Freiheit auf, wobei Suchon einen metaphysischen Freiheitsbegriff skizziert, nach dem die Freiheit den Menschen durch ihre Schöpfung zukommt. Diese inhärente Freiheit, die sich als Willensfreiheit und durch dieses geleitetes Handeln manifestiert, darf nicht, so argumentiert Suchon, mutwillig eingeschränkt werden, da eine solche Einschränkung dem Willen des Schöpfers zuwider wäre. Sie ist demnach notwendig mit natürlichen Rechten verbunden, die das uneingeschränkte Ausleben der Freiheit gewährleisten. Diese Rechte sind der Zugang zu Wissen, Autorität und Unabhängigkeit.
Mit Verweis auf diese Rechte bemerkt Suchon, dass diese nicht allen Menschen gleichermaßen zuerkannt werden. Sie führt aus, dass Frauen systematisch an der Erfüllung ihrer natürlichen Handlungsfreiheit gehindert werden, da sie durch das vorherrschende Gesellschaftssystem in institutioneller Abhängigkeit gezwungen werden, entweder die Abhängigkeit von einem Ehemann oder, als Nonne, die von der kirchlichen Obrigkeit. Weiter wird ihnen der Zugang zu Wissen verwehrt, öffentliche Bildung waren zu Suchons Zeit exklusiv den Männern vorbehalten und die Möglichkeit einer privaten Bildung war abhängig vom Großmut des Ehemanns.

### Feministische Positionierung
Suchons Argumente für die intellektuelle und moralische Gleichheit der Frauen gehen späteren feministischen Theorien voraus, insbesondere greift Simone de Beauvoir Suchons Überlegungen auf, sie können deswegen als „proto-feministisch“ erachtet werden. Indem sie Bildung und Autorität als Mittel zur Stärkung der eigenen Persönlichkeit einsetzt, stellt Suchon die gesellschaftlichen Strukturen in Frage, die Frauen auf untergeordnete Rollen beschränken, und bietet eine Vision einer gerechteren Gesellschaft. In ihren eigenen Worten:

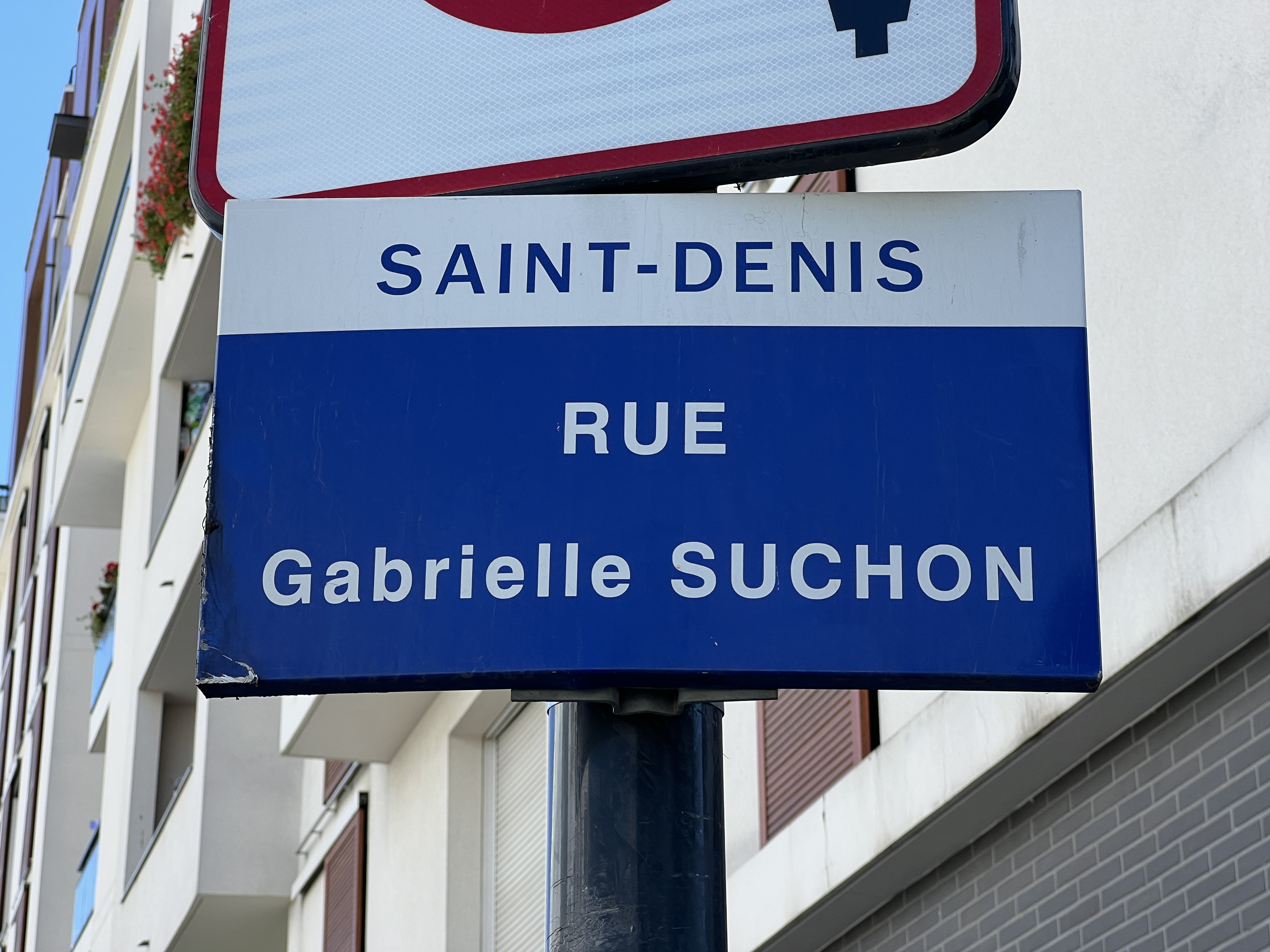
Straßenschild: Rue Gabrielle Suchon – Saint-Denis Paris (Saint-Denis), Frankreich (2022)

„Die Deprivation von Wissen bei Frauen hat seinen Ursprung nicht in göttlichen oder natürlichen Gesetzen, sondern einzig und allein in von Menschen geschaffenen Institutionen und dem Willen der Männer.“

## Rezeption
Auch wenn Suchons Schriften nicht die Anerkennung fanden, die ihr revolutionäres Material vielleicht verdient hatte, fanden sie doch zumindest Beachtung; so wurden sowohl Traité de la morale et de la politique als auch Du célibat volontaire ou la vie sans engagement im Le Journal des Sçavans rezessioniert.
Dies weist darauf hin, dass sie durchaus verbreitet waren. Kopien von Du célibat volontaire wurden darüber hinaus im Kloster von Billettes zur Zeit der Französischen Revolution, sowohl als auch in Besançon, Paris, der Bayrischen Staatsbibliothek, Göttingen, Florenz und Rom entdeckt; Abschriften von Traité de la morale et de la politique in Paris, Grenoble, Dijon, Besançon und Aix-en-Provence.